# تک‌تاژکان
تک‌تاژکان (Unikonta) نام یک زیرحوزه از حوزه یوکاریوت است. این یوکاریوتها فقط یک تاژک دارند.
در گذشته تقسیم بندیهای مختلفی وجود داشت ازجمله دوتاژکان به گروه‌های برون‌کافتگان Excavata، باستان‌گیاهان (Archaeplastida؛ گیاهان و جلبکها) و هکروبیا (هکروبیا) و SAR group = ناجورتاژکان + حبابچه‌داران + ریزاریا تقسیم می‌شدند؛ تک تاژکان به گروه‌های پشت‌تاژکان (جانوران و قارچها) و آمیبوزوا (Amoebozoa). امروزه این تقسیم‌بندی کمتر بکار می‌رود.